# Chaumot (Yonne)
Pour les articles homonymes, voir Chaumot.
Chaumot est une commune française située dans le département de l'Yonne et la région de Bourgogne-Franche-Comté, bien que n'appartenant pas historiquement à la Bourgogne, mais à la Champagne. Son clocher massif perché sur la Montagne marque l'entrée de la région naturelle du Gâtinais.

## Géographie

### Géologie et relief
Chaumot se trouve dans le canton de Villeneuve-sur-Yonne et le village domine les alentours sur une très haute colline dite la Montagne dont la pente sud est flanquée de falaises de craie percée de vinées. Son point le plus haut est à 201 mètres (hameau du Moulin à Vent), le plus bas à 90 mètres (Préaux), au château d'eau à proximité du hameau de la Guetterie, sur un plateau datant de l'ère tertiaire, au sol gras rouge et gris à silex, avec des argiles jaunâtres et du sable blanc siliceux. La commune est parsemée de grands bois et autrefois d'arbres à cidre; dans le vallon-gorge, on voit à nu la craie blanche à silex, avec deux puits de 40 mètres de profondeur; les deux puits du village (sur le plateau) tarissent lorsque le temps est sec. Ils mesurent d'abord 16 mètres de profondeur pour atteindre 72 m dans la craie.
Des sols de grès sauvages se trouvent au lieu-dit des Pieds-Gras et aux Roux et des amas pauvres d'argile jaunâtre et de sable à Mardelin. D'anciennes marnières sont situées sur le plateau et dans le vallon. Elles servaient à amender les terres autrefois. Les côtes sont de terre rouge caillouteuse et crayeuse et avant la crise du phylloxéra à la fin du XIXe siècle étaient recouvertes de vignobles. La nature des sols se retrouve dans les constructions. En effet, traditionnellement les longères, fermes et anciennes maisons de vignerons sont construites en cailloux et grès sauvages avec des chemins en silex, aujourd'hui recouverts de macadam.

### Hydrographie
Dans le vallon trois belles sources donnent naissance au ru de Chaumot. Elles alimentaient autrefois trois étangs au lieu d'un aujourd'hui. La source principale, dite la Fontaine-Rouge se trouve près du Moulin Neuf, entouré de grandes prairies sur un sol d'alluvions glaiseux d'un gris noirâtre ; un lac dit étang de 35 arpents (presque 18 hectares) se trouvait jadis aux Lagneaux, d'autres lacs plus petits, mais pas moins immenses se trouvaient à Mardelin : étang des Madeaux, à Tourneboules : étang des Tourneboules, aux Taffoireaux: étang des Taffoureux, les deux chapelets d'étangs aux Garangers : étangs des Garangères, mais aussi des étangs à proprement parler à la Fontaine-Rouge : étang des Préaux, et le chapelet d'étangs d'agrément de l'ancien château : le grand miroir d'eau des fontaines de Bourienne et son réservoir inférieur toujours existant où se situe le lavoir construit par Paul Delpech en 1736 sur l'emplacement d'un ancien moulin à eau, et en face duquel est l'actuel moulin de tournebride (XIXe s).
Une grande machine à roue et pompes hydrauliques construite par Paul Delpech en 1714 était derrière ce lavoir dans une cave à étages. Détruite en 1792 au moment du sac du château de Chaumot avant que ces éléments ne soient entreposés et vendus à Villeneuve-sur-Yonne, cet important dispositif de pompage des eaux des fontaines de Bourienne était destiné à alimenter en eau les jardins du château et le parc de Chaumot, en tout cinq imposants jets d'eau.

### Climat
Pour des articles plus généraux, voir Climat de la Bourgogne-Franche-Comté et Climat de l'Yonne.
En 2010, le climat de la commune est de type climat océanique dégradé des plaines du Centre et du Nord, selon une étude du Centre national de la recherche scientifique s'appuyant sur une série de données couvrant la période 1971-2000. En 2020, Météo-France publie une typologie des climats de la France métropolitaine dans laquelle la commune est exposée à un climat océanique altéré et est dans la région climatique  Nord-est du bassin Parisien, caractérisée par un ensoleillement médiocre, une pluviométrie moyenne régulièrement répartie au cours de l’année et un hiver froid (3 °C). 
Pour la période 1971-2000, la température annuelle moyenne est de 10,9 °C, avec une amplitude thermique annuelle de 15,4 °C. Le cumul annuel moyen de précipitations est de 721 mm, avec 11,5 jours de précipitations en janvier et 7,8 jours en juillet. Pour la période 1991-2020, la température moyenne annuelle observée sur la station météorologique de Météo-France la plus proche, « Savigny-sur-Clairis », sur la commune de Savigny-sur-Clairis à 9 km à vol d'oiseau, est de 11,3 °C et le cumul annuel moyen de précipitations est de 732,3 mm. 
La température maximale relevée sur cette station est de 41,9 °C, atteinte le 25 juillet 2019 ; la température minimale est de −21 °C, atteinte le 16 janvier 1985,,. 
Les paramètres climatiques de la commune ont été estimés pour le milieu du siècle (2041-2070) selon différents scénarios d'émission de gaz à effet de serre à partir des nouvelles projections climatiques de référence DRIAS-2020. Ils sont consultables sur un site dédié publié par Météo-France en novembre 2022.

## Urbanisme

### Typologie
Au 1er janvier 2024, Chaumot est catégorisée commune rurale à habitat dispersé, selon la nouvelle grille communale de densité à sept niveaux définie par l'Insee en 2022.
Elle est située hors unité urbaine. Par ailleurs la commune fait partie de l'aire d'attraction de Sens, dont elle est une commune de la couronne,. Cette aire, qui regroupe 65 communes, est catégorisée dans les aires de 50 000 à moins de 200 000 habitants,.

### Occupation des sols
L'occupation des sols de la commune, telle qu'elle ressort de la base de données européenne d’occupation biophysique des sols Corine Land Cover (CLC), est marquée par l'importance des territoires agricoles (86 % en 2018), une proportion identique à celle de 1990 (86 %). La répartition détaillée en 2018 est la suivante : 
terres arables (75,7 %), forêts (14 %), zones agricoles hétérogènes (10,3 %). L'évolution de l’occupation des sols de la commune et de ses infrastructures peut être observée sur les différentes représentations cartographiques du territoire : la carte de Cassini (XVIIIe siècle), la carte d'état-major (1820-1866) et les cartes ou photos aériennes de l'IGN pour la période actuelle (1950 à aujourd'hui).

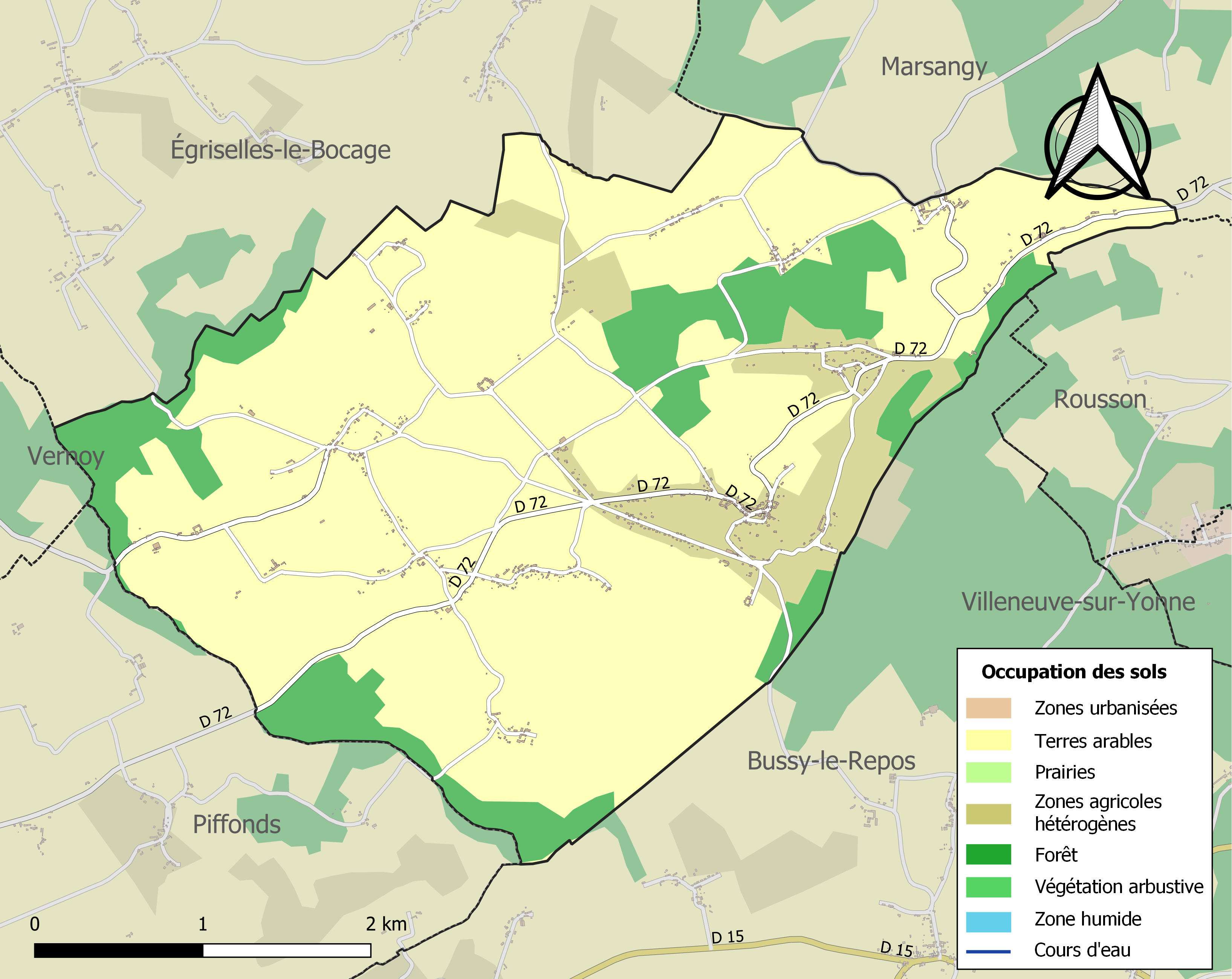
Carte des infrastructures et de l'occupation des sols de la commune en 2018 (CLC).

## Toponymie
Chaumot se nommait Chaumoth et plus anciennement Calmottum : calm de kal et de calmis signifiant roche ou hauteur dénudée, ce qui s'accorde bien avec l'apparence du site. Les correspondances germanophone et italophone du prince François-Xavier de Saxe et son épouse la comtesse Claire Spinucci présentent parfois "Chaumote", indiquant ainsi la manière orale de prononcer Chaumot sous l'Ancien Régime.

## Histoire
Cette commune, à l'origine trois fois moindre et morcelée, a été fondée à la Révolution française sur le regroupement de trois seigneuries : Chaumot, Mardelin et Préaux, qui avaient chacune leur château, prison, colombier, fiscalité, contributions directes et juridiction.
La seigneurie de Chaumot devint, de loin, la plus considérable. Le fermier général Paul Delpech de Chaumot fit reconstruire le château, puis ses héritiers le vendirent en 1771 au prince François-Xavier de Saxe, oncle de Louis XVI, Louis XVIII et Charles X.
Selon les travaux historiques de Mathieu Couty et de Patricia Colfort, la population de Chaumot (environ 350 habitants) fut dans son âge d'or à partir de 1771, et durant plusieurs années, à 25% germanophone grâce à la courte installation au château de Chaumot de la cour des princes et princesses de Saxe, qui comprenait "120 personnes et 60 chevaux".
Le château fut mis à sac sous la Révolution, puis rapidement dépecé et détruit sous l'Empire, en 1809. Mais son grand parc subsiste malgré la disparition des jardins.

## Politique et administration

### Les maires de Chaumot
| Période                                  | Période  | Identité                                            | Étiquette       | Qualité                          |
| ---------------------------------------- | -------- | --------------------------------------------------- | --------------- | -------------------------------- |
| Les données manquantes sont à compléter. |          |                                                     |                 |                                  |
| 1790                                     | 1792     | Le citoyen Rossignol                                | Révolutionnaire | Premier maire de Chaumot         |
| 1792                                     | 1794     | François Genty                                      |                 | Cultivateur                      |
| 1794                                     | 1795     | Pierre Lanoux                                       |                 | Laboureur                        |
| 1795                                     | 1796     | Jean Vieillard                                      |                 | Vigneron                         |
| 1796                                     | 1797     | Jacques Leriche                                     |                 |                                  |
| 1797                                     | 1798     | Pierre Lanoux                                       |                 | Laboureur                        |
| 1799                                     | 1801     | Philibert Mayet                                     |                 |                                  |
| 1801                                     | 1813     | Jean Vieillard                                      |                 | Vigneron                         |
| 1813                                     | 1814     | Jean Brissot                                        |                 | Propriétaire laboureur           |
| 1815                                     | 1832     | Jules de Boisperré                                  |                 |                                  |
| 1832                                     | 1843     | Claude Pesloux                                      |                 | Propriétaire                     |
| 1844                                     | 1847     | Jean Brissot                                        |                 | Propriétaire laboureur           |
| 1847                                     | 1849     | Etienne Lasseron                                    |                 | Propriétaire cultivateur         |
| 1850                                     | 1870     | François Landrier                                   |                 | Propriétaire cultivateur         |
| 1871                                     | 1872     | François Vieillard                                  |                 | Propriétaire charron             |
| 1872                                     | 1874     | Pierre Creuzard                                     |                 | Vigneron                         |
| 1874                                     | 1878     | Romain Labbé                                        |                 | Propriétaire vigneron            |
| 1879                                     | 1900     | Auguste-Antoine Richet                              |                 | Rentier                          |
| 1900                                     | 1904     | Louis-Charles Piat                                  |                 | Propriétaire tonnelier           |
| 1904                                     | 1911     | Louis-Aléxis Piédalet                               |                 | Tonnelier                        |
| 1912                                     | 1914     | Alfred Favereau                                     |                 | Propriétaire cultivateur         |
| 1915                                     | 1918     | Jules Fromageot, Adjoint faisant fonctions de maire |                 | Meunier du Moulin de la Fontaine |
| 1919                                     | 192?     | Alfred Favereau                                     |                 | Propriétaire cultivateur         |
| avant 1988                               | ?        | Andrée Tonnelier                                    |                 |                                  |
| mars 2001                                | 2008     | Jean-François Grégoire                              | DVD             |                                  |
| mars 2008                                | En cours | Sylvie Guilpain                                     | DVD             | Fonction publique                |

## Démographie
L'évolution du nombre d'habitants est connue à travers les recensements de la population effectués dans la commune depuis 1793. Pour les communes de moins de 10 000 habitants, une enquête de recensement portant sur toute la population est réalisée tous les cinq ans, les populations de référence des années intermédiaires étant quant à elles estimées par interpolation ou extrapolation. Pour la commune, le premier recensement exhaustif entrant dans le cadre du nouveau dispositif a été réalisé en 2004.

En 2022, la commune comptait 701 habitants, en évolution de −10,81 % par rapport à 2016 (Yonne : −1,95 %, France hors Mayotte : +2,11 %).
| 1793 | 1800 | 1806 | 1821 | 1831 | 1836 | 1841 | 1846 | 1851 |
| ---- | ---- | ---- | ---- | ---- | ---- | ---- | ---- | ---- |
| 602  | 618  | 572  | 558  | 613  | 654  | 705  | 748  | 717  |

| 1856 | 1861 | 1866 | 1872 | 1876 | 1881 | 1886 | 1891 | 1896 |
| ---- | ---- | ---- | ---- | ---- | ---- | ---- | ---- | ---- |
| 728  | 795  | 772  | 774  | 705  | 665  | 686  | 682  | 642  |

| 1901 | 1906 | 1911 | 1921 | 1926 | 1931 | 1936 | 1946 | 1954 |
| ---- | ---- | ---- | ---- | ---- | ---- | ---- | ---- | ---- |
| 608  | 588  | 523  | 433  | 397  | 413  | 409  | 387  | 366  |

| 1962 | 1968 | 1975 | 1982 | 1990 | 1999 | 2004 | 2006 | 2009 |
| ---- | ---- | ---- | ---- | ---- | ---- | ---- | ---- | ---- |
| 325  | 388  | 385  | 406  | 464  | 503  | 608  | 635  | 686  |

| 2014 | 2019 | 2022 | - | - | - | - | - | - |
| ---- | ---- | ---- | - | - | - | - | - | - |
| 773  | 708  | 701  | - | - | - | - | - | - |

## Culture locale et patrimoine

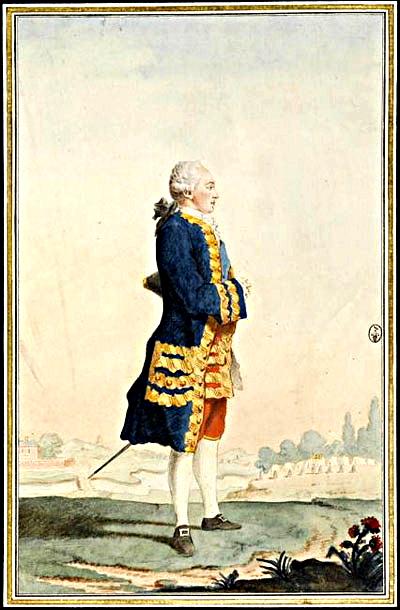
François-Xavier de Saxe et sa propriété du château de Chaumot, 1772.

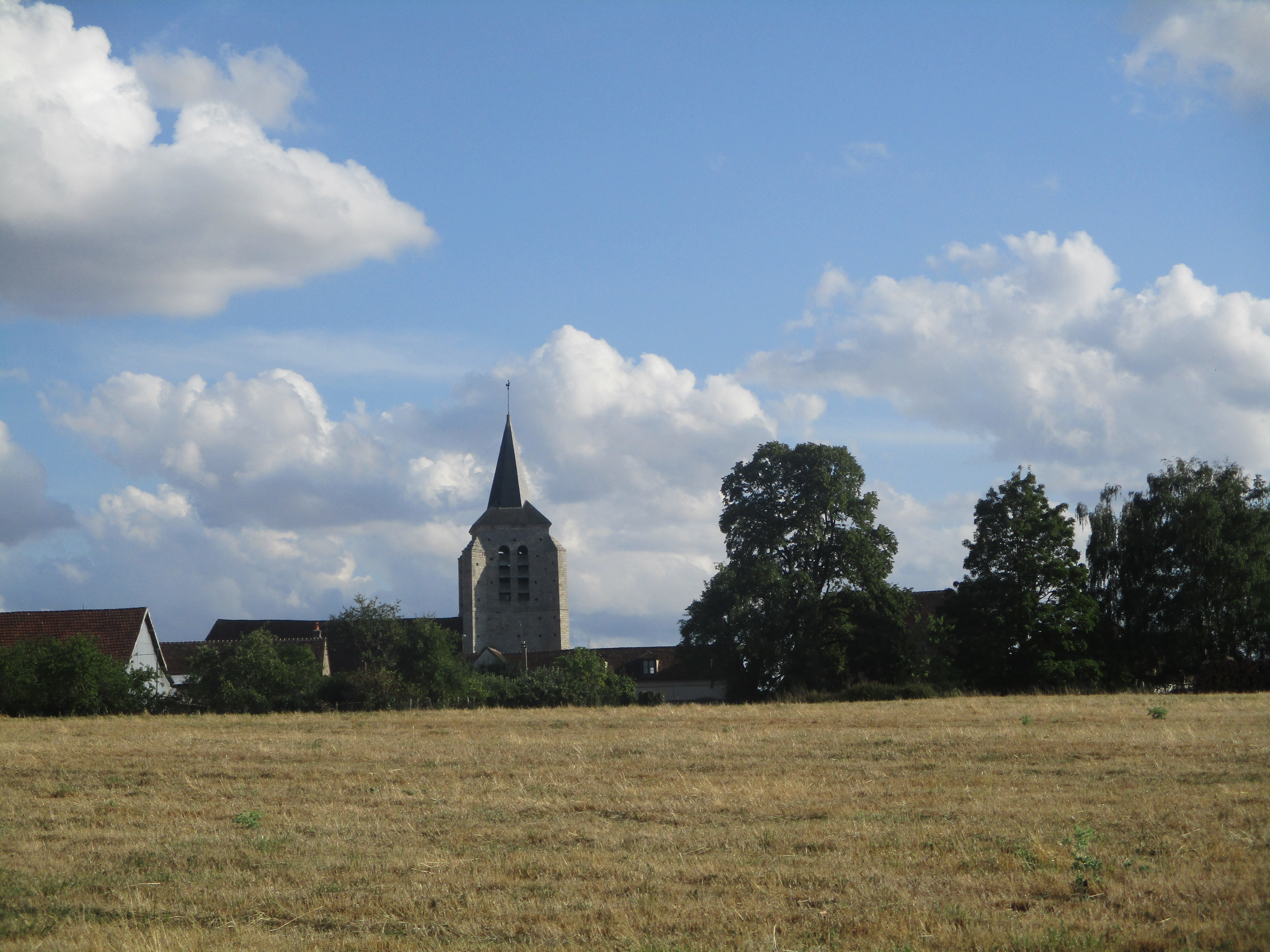
Vue en été.

### Lieux et monuments
- Le château de Chaumot fut édifié au cours du Xe siècle et reconstruit à la moderne au XVIe siècle dans le creux du vallon, au sud-est du hameau des Vinées. La légende raconte que Saint Louis aurait fait jaillir de sa lance les trois sources du château.
Après avoir appartenu au prince François-Xavier de Saxe où il logeait sa cour et sa famille, oncle de Louis XVI, il fut détruit et pillé après la Terreur. Louis Jacques Thénard en avait  déplacé les deux tourelles et les a rattachées à sa ferme ; il n'en  reste qu'une seule. Il ne subsiste du château que ruines, aqueducs souterrains, parc, sources, traces de bassins et jardins, caves, quelques  communs.

Deux princesses ont été baptisées dans la chapelle Sainte-Marie-Madeleine du château de Chaumot : Béatrix de Saxe épouse Rario-Sforza di Corleto en 1772, et Cunégonde de Saxe épouse Patrizi Naro Montoro en 1774.
- L'église Saint-Louis, dresse la masse imposante de son clocher au  cœur du village, érigé par Paul Delpech de 1723 à 1725.
- Il existe (non à l'air libre) entre le village et les Vinées, une nécropole mérovingienne et carolingienne, située sur un terrain pentu et en bord de falaise, jadis recouverte par les vignes.
- Le lavoir, le mardelin, le tourne-bride, les caves du château, le moulin vieux en ruines et sa cascade, le moulin neuf ayant appartenu à l'actrice et danseuse Leslie Caron (dit moulin de la Fontaine-Rouge), le moulin de Tournebride et sa roue, les digues d'anciens étangs, les grandes sources l'étang et le parc, les bois du legs Thénard, la jardinerie et la serrurerie du château, le vieux café, le presbytère, la mairie et l'école. L'artiste Berthold Mahn avait sa dernière maison au hameau des Lorris où il finit ses jours.
- L'actuel n°32 rue Louise Thénard, place Saint Louis, abritait pendant l'occupation nazie une Ortskommandantur et ses officiers allemands logeant chez l'habitant, vis-à-vis la façade nord de l'église sur laquelle pendait un grand drapeau rouge avec croix gammée.

### Personnalités liées à la commune
- Le prince régent Xavier de Saxe, duc de Saxe, prince de Pologne et de Lituanie, comte de Lusace né le 25 août 1730 au palais de Dresde, mort le 21 juin 1806 au palais de Zabeltitz, fils de Frédéric-Auguste II de Saxe, roi de Pologne et de l'archiduchesse Marie-Josèphe d'Autriche, oncle des rois Louis XVI, Louis XVIII et Charles X, lieutenant-général des armées du roi de France, régent du royaume de Saxe de 1763 à 1768 pendant la minorité de son neveu le roi Frédéric-Auguste Ier de Saxe. Il vécut au château de Chaumot de 1771 à 1775, dont il fut le châtelain de 1771 à 1792 et de 1802 à 1806[19].
- La comtesse Claire de Spinucci, (en italien Chiara Spinucci) née le 3 août 1741 à Fermo, morte à Porto San Giorgio le 23 novembre 1792 avant le départ de son époux en Saxe, est la fille du comte Giuseppe Spinucci et de Béatrice Vecchi-Buratti, la sœur du cardinal Domenico Spinucci, et l'épouse morganatique du prince Le prince régent Xavier de Saxe. Elle vécut au château de Chaumot de 1771 à 1775[19].
- L’abbé Augustin de Barruel, né à Villeneuve-de-Berg le 2 octobre 1741 et mort à Paris le 5 octobre 1820, est un prêtre jésuite, et essayiste polémiste catholique français. Il fut le précepteur des princes Louis de Saxe et Joseph de Saxe au château de Chaumot en 1774 et 1775[19].
- Le duc Victurnien de Mortemart, suzerain féodal de la seigneurie de Préaux à Chaumot[19].
- Casimir Pierre Périer, né le 11 octobre 1777 à Grenoble et mort le 16 mai 1832 à Paris, est un banquier et homme d'État français, régent de la Banque de France, président du Conseil du 13 mars 1831 à sa mort, due à l'épidémie de choléra de 1832[20]. Il fut propriétaire de l'ancien domaine du château de Chaumot de 1818 à 1831.
- Louis Jacques Thénard
- Berthold Mahn, artiste peintre, dessinateur, lithographe et illustrateur français, né à Villeneuve-sur-Yonne (Yonne) le 25 décembre 1881[21] et mort à Chaumot le 1er avril 1975.
- Leslie Caron, (1931), actrice et danseuse franco-américaine, née le 1er juillet 1931 à Boulogne-Billancourt. Elle habita le Moulin Neuf de l'ancien domaine du château de Chaumot à partir de 1981[22].

### Héraldique
| Blason de Chaumot | Blason  | Coupé émanché ondé de deux pièces et deux demi d'azur sur trois pièces d'argent, celle du milieu plus élevée, chaque émanché d'argent surmontée d'une fleur de lys au pied nourri du même, celle du chef surchargée d'une fleur de lys d'or ; l'argent chargé d'un tunnel de sinople mouvant de la pointe et surchargé d'un fer de moulin d'argent ; à deux têtes de dragon affrontées d'or mouvant des flancs et engoulant une divise de sable chargée d'un cœur d'or accosté de six besants du même ordonnés 2 et 1 de chaque côté, le tout brochant. |
| Blason de Chaumot | Détails | Le statut officiel du blason reste à déterminer. |

## Pour approfondir